# Acarologia
Acarologia – czasopismo ukazujące się we Francji od 1959 roku. Jest kwartalnikiem z otwartym dostępem, który jest poświęcony roztoczom. Tworzone jest pod redakcją Marca André i François Grandjeana.
W swojej tematyce zawiera recenzowane prace naukowe z zakresu wszystkich grup roztoczy, szczególnie dotyczących ich morfologii i systematyki.